# Norawank Wajk
Norawank Wajk (orm. Նորավանք մարզական ակումբ, Noravank Marzakan Akumb) – armeński klub piłkarski, mający siedzibę w mieście Wajk, w południowo-wschodniej części kraju, grający od sezonu 2021/22 w rozgrywkach Barcragujn chumb.

## Historia
Chronologia nazw:
- 2020: Norawank Wajk (orm. Նորավանք ՄԱ (Վայք))

Klub piłkarski Norawank został założony w miejscowości Wajk w 2020 roku. W sezonie 2020/21 zespół debiutował w Araczin chumb (D2). Po zajęciu trzeciego miejsca otrzymał awans do Barcragujn chumb.

## Barwy klubowe, strój, herb, hymn
|  |  |

Klub ma barwy biało-niebieskie. Piłkarze domowe spotkania zazwyczaj grają w białych koszulkach, białych spodenkach oraz białych getrach.

## Sukcesy

### Trofea międzynarodowe
Do chwili obecnej klub jeszcze nigdy nie zakwalifikował się do rozgrywek europejskich.

### Trofea krajowe
| \| \| Zdobyte trofea w rozgrywkach Armenii (stan na: 31-05-2022) \| |                                                            |      |          |
| Rozgrywki                                                           | Osiągnięcie                                                | Razy | Sezon(y) |
| Mistrzostwo                                                         | I miejsce                                                  | 0    |          |
| Mistrzostwo                                                         | II miejsce                                                 | 0    |          |
| Mistrzostwo                                                         | III miejsce                                                | 0    |          |
| Mistrzostwo                                                         | 7.miejsce                                                  | 1    | 2021/22  |
| Puchar                                                              | zdobywca                                                   | 1    | 2021/22  |
| Puchar                                                              | finalista                                                  | 0    |          |
| II liga                                                             | I miejsce                                                  | 0    |          |
| II liga                                                             | II miejsce                                                 | 0    |          |
| II liga                                                             | III miejsce                                                | 1    | 2020/21  |
| Armenia                                                             | Zdobyte trofea w rozgrywkach Armenii (stan na: 31-05-2022) |      |          |

## Poszczególne sezony

### Rozgrywki międzynarodowe

#### Europejskie puchary
Nie uczestniczył w rozgrywkach europejskich.

### Rozgrywki krajowe
| \| Armenia \| Bilans występów klubu w rozgrywkach piłkarskich Armenii (Stan na 31 lipca 2021 r.) \| \| |                                                                                    |        |       |   |   |   |    |    |     |         |        |        |      |
| Poziom                                                                                                 | Rozgrywki                                                                          | Sezony | Mecze | Z | R | P | B+ | B– | Pkt | Lata    | Awanse | Spadki | Naj. |
| I | Barcragujn chumb                                                                   | 1      |       |   |   |   |    |    |     | od 2021 | 0      | 0      | ?    |
| II | Araczin chumb                                                                      | 1      |       |   |   |   |    |    |     | 2020/21 | 1      | 0      | 3    |
| | Puchar Armenii                                                                     | 1      |       |   |   |   |    |    |     | od 2020 | 0      | 0      | 1/8  |
| Armenia                                                                                                | Bilans występów klubu w rozgrywkach piłkarskich Armenii (Stan na 31 lipca 2021 r.) |        |       |   |   |   |    |    |     |         |        |        |      |

## Piłkarze, trenerzy, prezydenci i właściciele klubu

### Trenerzy
- 1.07.2021–...:  Wahe Geworgian

### Prezydenci
- 2020–...:  Simon Balian

## Struktura klubu

### Stadion
Klub piłkarski rozgrywa swoje mecze domowe na stadionie Arewik w Wajku, który może pomieścić 1000 widzów.

## Kibice i rywalizacja z innymi klubami

### Derby
- Lernajin Arcach Stepanakert